# Robin Hood (Musical)
Die Figur Robin Hood stammt aus dem Spätmittelalter und ist dort der zentrale Held mehrerer englischer Balladen. Das erste bekannte Robin-Hood-Musical stammt aus dem Jahr 1991. In den Folgejahren kamen weitere Musical-Versionen auf die Bühne.

## Musical-Versionen
Robin Hood von Robert Persché (1991)

Die Figur Robin Hood kam erstmals im Jahr 1991 als Musical auf die Bühne. Das Stück stammt von Komponist Robert Persché und Autor Walter Raidl und wurde am 13. September 1991 im Theater an der Wien uraufgeführt. Im Jahr 2020 brachte Persché eine Neubearbeitung des Musicals heraus. Das Musical wurde bisher in verschiedenen Saisons u. a. auf der Bühne Baden bei Wien aufgeführt.
Robin Hood – Für Liebe und Gerechtigkeit  von Martin Doepke (2005)

Das Musical Robin Hood – Für Liebe und Gerechtigkeit stammt von Martin Doepke (Musik) sowie von Hans Holzbecher und Andrea Friedrichs (Buch). Die Uraufführung fand am 8. Dezember 2005 im Musical-Theater in Bremen statt. Die Handlung folgt der klassischen Geschichte von Robin Hood und seiner Liebe zu Lady Marian, die vom Sheriff von Nottingham bedrängt wird. 
Robin Hood – Das Musical von Dennis Martin & Chris de Burgh (2022)

Eine neue und eigenständige Musical-Interpretation von Robin Hood feierte am 3. Juni 2022 im Schlosstheater in Fulda Uraufführung. Die Musik dazu ist von Dennis Martin und Chris de Burgh.
Von Chris de Burgh stammen acht Lieder, unter anderem der Song „Don´t pay the ferryman“, der im Musical als „Freiheit für Nottingham“ zum Leitmotiv wird.
Weitere Bühnenfassungen von Robin Hood

Siehe: Bühnenadaptionen von Robin Hood